# Tæt på
| Recensione | Giudizio |
| ---------- | -------- |
| Gaffa      |          |

Tæt på è l'album di debutto della cantante danese Medina, pubblicato il 13 settembre 2007 dall'etichetta discografica At:tack. L'album è stato prodotto dalle squadre di produttori Copenhaniacs e Providers. Dall'album sono stati estratti tre singoli: Et øjeblik, Flå e Alene.

## Tracce
1. Et øjeblik (con Joe True) - 3:18
2. Okay - 3:26
3. Føler du noget - 4:02
4. Alene - 4:17
5. Flå (con Ruus) - 3:20
6. Find beatet - 3:31
7. Du taber mig - 3:50
8. Afklaret - 4:06
9. For hvad det er værd - 4:01
10. Jeg lever (con Joey Moe) - 4:42
11. Vinden vender - 4:56

## Date di pubblicazione
| Paese     | Data              | Formato           | Etichetta |
| --------- | ----------------- | ----------------- | --------- |
| Danimarca | 13 settembre 2007 | CD                | At:tack   |
| Danimarca | 17 settembre 2007 | Download digitale | At:tack   |
| Germania  | 2007              | CD                | At:tack   |